# Plan del Bajío
Plan del Bajío är en ort i Mexiko.   Den ligger i kommunen Ayutla de los Libres och delstaten Guerrero, i den södra delen av landet, 260 km söder om huvudstaden Mexico City. Plan del Bajío ligger 441 meter över havet och antalet invånare är 163.
Terrängen runt Plan del Bajío är huvudsakligen kuperad, men söderut är den platt. Runt Plan del Bajío är det ganska tätbefolkat, med 65 invånare per kvadratkilometer. Närmaste större samhälle är Ayutla de los Libres, 13,2 km sydost om Plan del Bajío. Omgivningarna runt Plan del Bajío är en mosaik av jordbruksmark och naturlig växtlighet.